# Província d'Essaouira
La província d'Essaouira (en àrab إقليم الصويرة, iqlīm as-Sawīra; en amazic ⵜⴰⵙⴳⴰ ⵏ ⵎⵓⴳⴰⴹⵓⵔ, tasga n Mugaḍur) és una de les províncies del Marroc, fins 2015 part de la regió de Marràqueix-Tensift-El-Haouz i actualment de la de Marràqueix-Safi. Té una superfície de 6.335 km² i 452.979 habitants censats en 2004. La capital és Essaouira.

## Divisió administrativa
La província d'Essaouira consta de 5 municipis i 52 comunes:
| Nom                     | Codi geogràfic | Tipus        | Llars | Població (2004) | Estrangers | Nacionals | Notes                                                                                      |
| ----------------------- | -------------- | ------------ | ----- | --------------- | ---------- | --------- | ------------------------------------------------------------------------------------------ |
| Ait Daoud               | 211.01.01.     | Municipi     | 499   | 2497            | 2          | 2495      |                                                                                            |
| El Hanchane             | 211.01.03.     | Municipi     | 963   | 4698            | 2          | 4696      |                                                                                            |
| Essaouira               | 211.01.05.     | Municipi     | 16129 | 69493           | 276        | 69217     |                                                                                            |
| Talmest                 | 211.01.07.     | Municipi     | 891   | 4133            | 0          | 4133      |                                                                                            |
| Tamanar                 | 211.01.09.     | Municipi     | 1935  | 9984            | 1          | 9983      |                                                                                            |
| Ait Said                | 211.03.01.     | Comuna rural | 1342  | 7081            | 0          | 7081      |                                                                                            |
| Aquermoud               | 211.03.03.     | Comuna rural | 2738  | 15037           | 1          | 15036     |                                                                                            |
| Had Dra                 | 211.03.05.     | Comuna rural | 1802  | 8984            | 0          | 8984      |                                                                                            |
| Kechoula                | 211.03.07.     | Comuna rural | 1112  | 6669            | 0          | 6669      |                                                                                            |
| Korimate                | 211.03.09.     | Comuna rural | 1912  | 10842           | 0          | 10842     |                                                                                            |
| Lagdadra                | 211.03.11.     | Comuna rural | 1263  | 6878            | 0          | 6878      |                                                                                            |
| Lahsinate               | 211.03.13.     | Comuna rural | 1025  | 5324            | 0          | 5324      |                                                                                            |
| Mejji                   | 211.03.15.     | Comuna rural | 1229  | 7029            | 0          | 7029      |                                                                                            |
| Meskala                 | 211.03.17.     | Comuna rural | 817   | 4220            | 0          | 4220      |                                                                                            |
| Mouarid                 | 211.03.19.     | Comuna rural | 1109  | 6273            | 0          | 6273      |                                                                                            |
| Moulay Bouzarqtoune     | 211.03.21.     | Comuna rural | 1063  | 5969            | 5          | 5964      |                                                                                            |
| Mzilate                 | 211.03.23.     | Comuna rural | 719   | 4583            | 0          | 4583      |                                                                                            |
| M'Khalif                | 211.03.25.     | Comuna rural | 919   | 5463            | 0          | 5463      |                                                                                            |
| M'Ramer                 | 211.03.27.     | Comuna rural | 1281  | 7782            | 0          | 7782      |                                                                                            |
| Oulad M'Rabet           | 211.03.29.     | Comuna rural | 651   | 3878            | 0          | 3878      |                                                                                            |
| Ounagha                 | 211.03.31.     | Comuna rural | 2367  | 12188           | 15         | 12173     | 912 residents viuen al centre, anomenat Ounagha; 11276 residents viuen en zones rurals.    |
| Sidi Abdeljalil         | 211.03.33.     | Comuna rural | 1293  | 6963            | 0          | 6963      |                                                                                            |
| Sidi Aissa Regragui     | 211.03.35.     | Comuna rural | 1303  | 7635            | 0          | 7635      |                                                                                            |
| Sidi Ali El Korati      | 211.03.37.     | Comuna rural | 1320  | 6623            | 0          | 6623      |                                                                                            |
| Sidi Boulaalam          | 211.03.39.     | Comuna rural | 1310  | 7880            | 0          | 7880      |                                                                                            |
| Sidi Ishaq              | 211.03.41.     | Comuna rural | 1588  | 9553            | 0          | 9553      |                                                                                            |
| Sidi Laaroussi          | 211.03.43.     | Comuna rural | 2078  | 13203           | 0          | 13203     |                                                                                            |
| Sidi M'Hamed Ou Marzouq | 211.03.45.     | Comuna rural | 882   | 6088            | 0          | 6088      |                                                                                            |
| Tafetachte              | 211.03.47.     | Comuna rural | 1294  | 7110            | 7          | 7103      | 1174 residents viuen al centre, anomenat Tafetachte; 5936 residents viuen en zones rurals. |
| Takate                  | 211.03.49.     | Comuna rural | 2202  | 11479           | 0          | 11479     |                                                                                            |
| Zaouiat Ben Hmida       | 211.03.51.     | Comuna rural | 1161  | 6432            | 0          | 6432      |                                                                                            |
| Adaghas                 | 211.05.01.     | Comuna rural | 559   | 3321            | 0          | 3321      |                                                                                            |
| Aglif                   | 211.05.03.     | Comuna rural | 1647  | 8934            | 0          | 8934      |                                                                                            |
| Aguerd                  | 211.05.05.     | Comuna rural | 990   | 4917            | 5          | 4912      |                                                                                            |
| Ait Aissi Ihahane       | 211.05.07.     | Comuna rural | 928   | 5437            | 0          | 5437      |                                                                                            |
| Assais                  | 211.05.09.     | Comuna rural | 1321  | 7603            | 0          | 7603      |                                                                                            |
| Bizdad                  | 211.05.11.     | Comuna rural | 1518  | 8605            | 0          | 8605      |                                                                                            |
| Bouzemmour              | 211.05.13.     | Comuna rural | 1185  | 6627            | 0          | 6627      |                                                                                            |
| Ezzaouite               | 211.05.15.     | Comuna rural | 1081  | 6557            | 0          | 6557      |                                                                                            |
| Ida Ou Aazza            | 211.05.17.     | Comuna rural | 1265  | 7369            | 0          | 7369      |                                                                                            |
| Ida Ou Guelloul         | 211.05.19.     | Comuna rural | 1053  | 6650            | 1          | 6649      |                                                                                            |
| Ida Ou Kazzou           | 211.05.21.     | Comuna rural | 1067  | 6432            | 0          | 6432      |                                                                                            |
| Imgrade                 | 211.05.23.     | Comuna rural | 1281  | 7148            | 0          | 7148      |                                                                                            |
| Imi N'Tlit              | 211.05.25.     | Comuna rural | 1406  | 8215            | 2          | 8213      |                                                                                            |
| Sidi Ahmed Essayeh      | 211.05.27.     | Comuna rural | 1110  | 6044            | 0          | 6044      |                                                                                            |
| Sidi El Jazouli         | 211.05.29.     | Comuna rural | 1304  | 7360            | 0          | 7360      |                                                                                            |
| Sidi Ghaneme            | 211.05.31.     | Comuna rural | 872   | 5102            | 0          | 5102      |                                                                                            |
| Sidi H'Mad Ou M'Barek   | 211.05.33.     | Comuna rural | 1146  | 6183            | 0          | 6183      |                                                                                            |
| Sidi Hmad Ou Hamed      | 211.05.35.     | Comuna rural | 854   | 4301            | 0          | 4301      |                                                                                            |
| Sidi Kaouki             | 211.05.37.     | Comuna rural | 902   | 4335            | 8          | 4327      |                                                                                            |
| Smimou                  | 211.05.39.     | Comuna rural | 1380  | 7090            | 1          | 7089      | 2675 residents viuen al centre, anomenat Smimou; 4415 residents viuen en zones rurals.     |
| Tafedna                 | 211.05.41.     | Comuna rural | 889   | 5234            | 0          | 5234      |                                                                                            |
| Tahelouante             | 211.05.43.     | Comuna rural | 778   | 4552            | 0          | 4552      |                                                                                            |
| Takoucht                | 211.05.45.     | Comuna rural | 924   | 5135            | 0          | 5135      |                                                                                            |
| Targante                | 211.05.47.     | Comuna rural | 1340  | 7870            | 0          | 7870      |                                                                                            |
| Tidzi                   | 211.05.49.     | Comuna rural | 866   | 4769            | 2          | 4767      |                                                                                            |
| Timizguida Ouftas       | 211.05.51.     | Comuna rural | 887   | 5218            | 0          | 5218      |                                                                                            |